# HD67911
HD67911 — хімічно пекулярна зоря спектрального класу F0, що має видиму зоряну величину в смузі V приблизно  8,0.
Вона  розташована на відстані близько 531,2 світлових років від Сонця.

## Фізичні характеристики
Телескоп Гіппаркос зареєстрував фотометричну змінність  даної зорі з періодом    0,11 доби в межах від  Hmin= 8,16 до  Hmax= 8,02.